# Гнатівська сільська рада
| Гнатівська сільська рада — колишній орган місцевого самоврядування у Добровеличківському районі Кіровоградської області з адміністративним центром у с. Гнатівка. Сільській раді були підпорядковані населені пункти: - с. Гнатівка - с. Михайлівка - с. Новомиколаївка |

## Склад ради
Рада складалася з 14 депутатів та голови.

### Керівний склад ради
| ПІБ                           | Основні відомості                                                               | Дата обрання | Дата звільнення |
| ----------------------------- | ------------------------------------------------------------------------------- | ------------ | --------------- |
| Гонтаренко Олександр Іванович | Сільський голова, 1951 року народження, освіта, безпартійний                    | 26.03.2006   | 31.10.2010      |
| Романенко Михайло Дмитрович   | Сільський голова, 1952 року народження, освіта середня спеціальна, безпартійний | 31.10.2010   |                 |

Примітка: таблиця складена за даними джерела

## Населення
Згідно з переписом УРСР 1989 року чисельність наявного населення сільської ради становила 865 осіб, з яких 359 чоловіків та 506 жінок.
За переписом населення України 2001 року в сільській раді мешкало 797 осіб.

### Мова
Розподіл населення за рідною мовою за даними перепису 2001 року:
| Мова       | Відсоток |
| ---------- | -------- |
| українська | 95,48 %  |
| молдовська | 2,26 %   |
| російська  | 1,38 %   |
| білоруська | 0,38 %   |
| болгарська | 0,38 %   |